# Vigilijus Jukna
Vigilijus Jukna (* 31. Oktober 1968 in Kaunas) ist ein litauischer Zooingenieur, Professor und ehemaliger Politiker, von 2012 bis 2014 Landwirtschaftsminister.

## Leben
Nach dem Abitur 1986 an der 24. Mittelschule Kaunas absolvierte er 1991 das Diplomstudium des Zooingenieurwesens an der Lietuvos veterinarijos akademija. Von 1993 bis 1996 promovierte er am Lehrstuhl für Sonderzootechnik der LVA.
Von 1991 bis 1997 war er wissenschaftlicher Mitarbeiter der LVA, von 1998 bis 2007 Dozent am Lehrstuhl für Tierhaltung der LVA, von 2008 bis 2012 Professor. Vom 13. Dezember 2012 bis zum 11. Juli 2014 war er Landwirtschaftsminister Litauens. Er trat vom Amt zurück, da litauische Präsidentin Dalia Grybauskaitė alle drei seine  Stellvertreter (Vizeminister) als Personen mit dem „Schatten“ aufgrund der Informationen des Sonderermittlungsdienstes (Specialiųjų tyrimų tarnyba) betrachtete.
Er ist Mitglied der Darbo partija.